# Jindřich Matoušek
Jindřich Matoušek (22. července 1926, Uhříněves – 26. září 2022 Praha) byl český skaut, skautskou přezdívkou Akéla, člen Svojsíkova oddílu – čestné jednotky Junáka–českého skauta. Skautingu a práci s mládeží se aktivně věnoval celý svůj život. 

## Životopis
Narodil se jako jediné dítě v roce 1926 v rodině pracovníka na dráze. V roce 1938 vstoupil do skautského oddílu vedeného místním farářem, v jehož kostele v Uhříněvsi od roku 1932 ministroval. Oddíl měl svoji klubovnu přímo na děkanství. I po zákazu skautingu za okupace se členové oddílu tajně scházeli a pořádali výlety a další akce.
Vyučil se elektrikářem, po válce absolvoval povinnou vojenskou službu a přípravku na důstojnickou školu na Moravě, neboť chtěl studovat vojenskou akademii, ale z důvodů politické nespolehlivosti rodiny, studovat dále nesměl a věnoval se jen již své profesi elektrikáře. 
V padesátých letech a až do roku 1968 místní oddíl dále fungoval, ale již ne pod oficiální hlavičkou Junáka, ale jako turistický oddíl.
V roce 1968 i 1990 se J. Matoušek aktivně podílel na obnově Junáka, v Uhříněvsi začali pořádat po roce 1968 pravidelné Georgiády (skautské průvody s kapelou a s plněním úkolů na stanovištích po trase), kterých se každoročně zúčastnilo až 800 skautů. 
Po roce 1989 vedl svůj skautský oddíl v Uhříněvsi a byl zvolen do čela Střediskové rady Junáka. 
Později se stal členem 35. oddílu oldskautů,   kde se angažoval až do roku 2021. 
Za svoji celoživotní činnost pro skauting se stal členem skautského Svojsíkova oddílu (Pražská družina), čestné jednotky Junáka-českého skauta, založené v roce 1970.
J. Matoušek-Akéla zemřel v Praze dne 26. září 2022. Poslední rozloučení se konalo 3. října 2022 v kostele Všech svatých v Uhříněvsi . Je pochován na hřbitově v Praze 22-Uhříněvsi.